# Rødberg
Rødberg este o localitate din comuna Nore og Uvdal, provincia Buskerud, Norvegia, cu o suprafață de 0,66 km² și o populație de 497 locuitori (2013).